# 白花珀菊
白花珀菊（学名：Amberboa glauca）是菊科珀菊属的植物。分布在俄罗斯以及中国大陆的中国等地，目前尚未由人工引种栽培。